# Pré-aux-Clercs

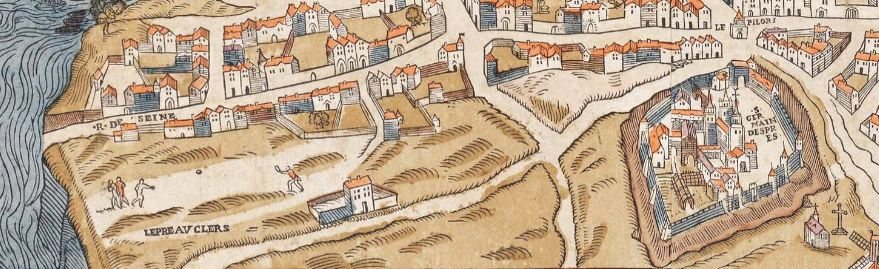
Il Pré-aux-Clercs presso la Senna in una carta del 1550

Il Pré-aux-Clercs era un'antica area di Parigi in cui si tenevano i duelli.
La località è citata nella nota opera teatrale di Edmond Rostand Cyrano de Bergerac e ha dato il titolo all'opera comica di Ferdinand Hérold Le Pré aux clercs.
Dal 13 al 19 maggio 1558, quattromila ugonotti guidati da Antonio di Borbone si riunirono al Pré-aux-Clercs intonando i Salmi e chiedendo la fine della repressione del protestantesimo in Francia e furono perseguiti per ordine del re.
La rue du Pré-aux-Clercs situata nel VII arrondissement ne perpetua la memoria.